# أيام وليالي (مسلسل)
أيام وليالي مسلسل تاريخي تراثي يقدم المجتمع السعودي في مدينة الرياض من خلال دراما مشوقة، فالأحداث تدور خلال فترة عشرين سنة (1958م-1978م) ويستعرض المسلسل من خلالها ما مرت به الرياض من تطور على المستوى الإنساني، وكيف لعبت الظروف السياسية والاقتصادية والاجتماعية دوراً في تشكيل أبناء هذا الوطن الذي يعتبر من أكبر الدول تأثيراً في المنطقة...